# 祇園神社 (倉敷市)
祇園神社（ぎおんじんじゃ）は、岡山県倉敷市児島にある神社である。下津井祇園神社とも呼ばれる。

## 祭神
素戔嗚命を主神に、奇稲田姫命、大蛇麁正（おろちのあらまさ）、長浜神、八社大明神、事代主神を祀る。海上安全、疫病除けに霊験があると信仰される。

## 由緒

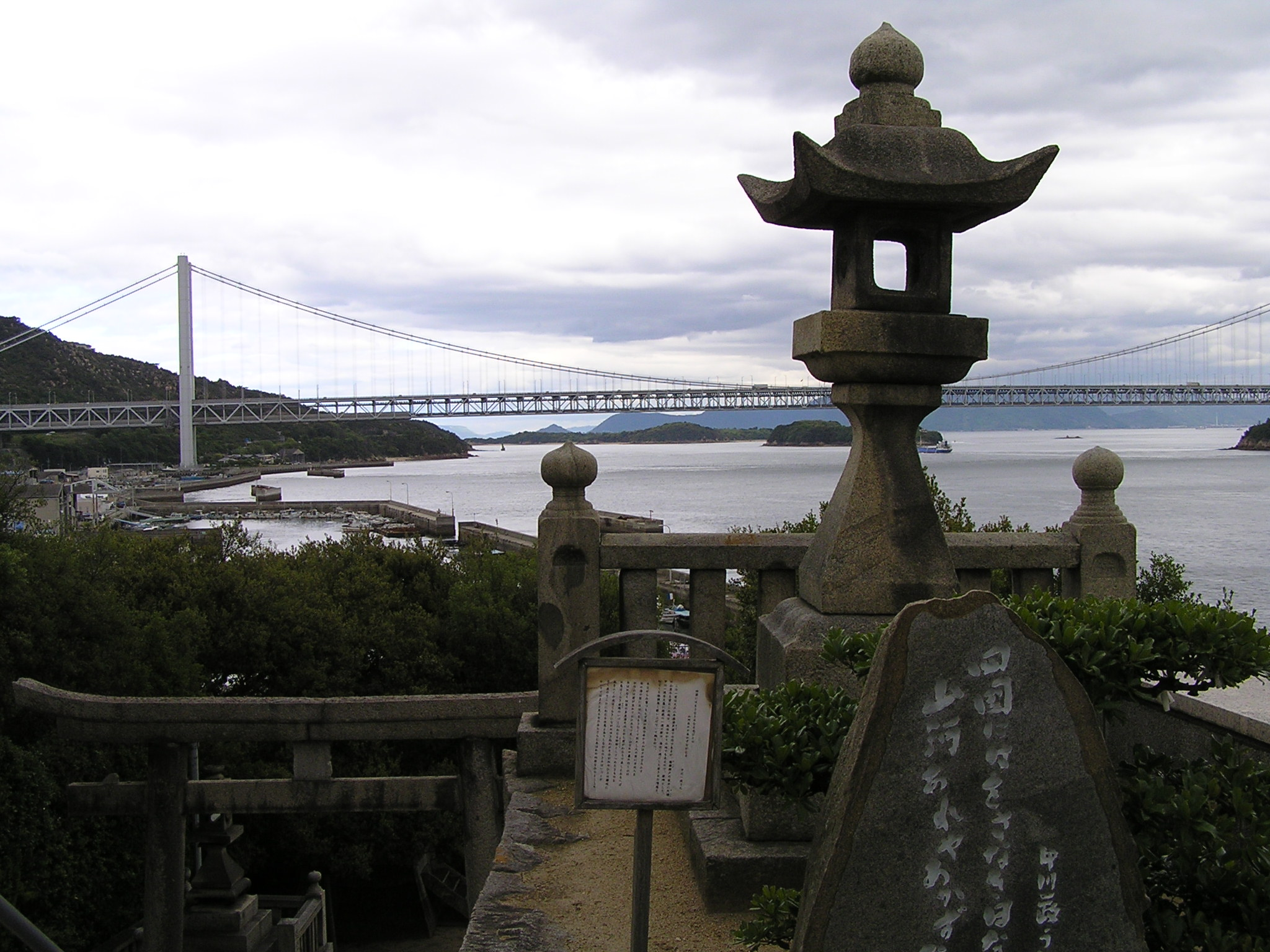
境内から瀬戸内海を臨む

祇園神社は下津井の氏神「祇園さん」と呼ばれ、海に突き出た海抜22ｍの浄山（じょうやま）の上に祀られている。祇園宮と合祀の際、2つの連なった本殿となった。また、現在の参道は幕末の文久3年（1863年）に池田氏によって寄進されたものである。かつて、料亭として繁栄した「金波楼」が麓に建っていたが、平成8年6月2日未明、放火により焼失した。
創建年は不詳であるが、境内地はもともと平安時代の頃に造られた旧長浜城址にあたり、室町時代に城の鎮守「長浜宮」として創建され、長浜大明神と称された。江戸時代後半頃に祇園宮と合祀し「祇園神社」となった。近代になり、明治3年12月（1871年）「素盞嗚神社」と改称されたが、明治21年（1888年）9月に再び祇園神社となり、その後明治43年（1910年）10月「八柱神社」が合祀しされている。
この地は古来から数々の合戦の舞台になり、源平合戦（治承・寿永の乱）の折には平家の一団が一ノ谷の戦いに備えるため本州に渡ったあと、残った四国の武将達が源氏に寝返り、十数隻の兵船で下津井沖に襲来。この時下津井には平教盛、平通盛、平教経などが陣を張っていた為、簡単に撃退され四国に逃げ返ったと云われている。南北朝時代には九州から東進する途中の足利尊氏が千艘余りの軍船を率いて、この地に数日間滞在したことなどがある。

## 祭事
- 7月第3土・日曜日 : 祇園祭
- 10月第4土・日曜日 : 長浜祭

## 社叢
境内を囲む社叢（鎮守の森）は瀬戸内海の小高い岬にあるため海岸性植物が多く、備長炭で知られるウバメガシの巨木群で覆われているのが特徴である。また、温帯性植物のクスドイゲはこの地方では珍しく学術的にも貴重なものとされ、かつて社殿正面にあった枝垂桜（祇園枝垂）も稀な桜とされていた（枯れたため現在は無い）。そのほか、自生・植栽を含め約30種の樹種により社叢が成り立っていること等から、昭和56年（1981年）に岡山県の郷土記念物に指定されている。

## 収納資料
祇園文書はこの神社に関する江戸末期の記録が残され、倉敷市の重要文化財に指定されている。この中には当時の商法や、下津井の経済的繁栄を表す神社への寄進について記したものがある。また、備前藩主の御座船「白鴎丸」の模型は文化8年（1811年）に池田斉政が下津井の長浜宮・祇園宮の両社に寄進したもので、10分の1の船体はすべて漆塗りで仕上げられ、所々に金箔が張られ飾り金具などの装飾も施されている。かつては例祭のときにだんじりに積んで引きまわされたが、現在は神社の収蔵庫に保存されている。

## 交通
- 児島駅より下電バス下津井循環バスとこはい号・祇園神社下下車